# Semiothisa immacularia
Semiothisa immacularia är en fjärilsart som beskrevs av Franz Dannehl 1927. Semiothisa immacularia ingår i släktet Semiothisa och familjen mätare. Inga underarter finns listade i Catalogue of Life.